# Aéroport international de Miami
L'aéroport international de Miami (en anglais : Miami International Airport), connu localement sous le sigle MIA (code IATA : MIA • code OACI : KMIA), est un aéroport américain desservant la ville de Miami, dans l'État de Floride. Localisé dans un secteur non constitué en municipalité dans le comté de Miami-Dade, il est proche des villes de Hialeah, Doral et Miami Springs, ainsi que du village de Virginia Gardens et de la census-designated place de Fountainbleau. Quarantième aéroport mondial en 2017, avec plus de 44 millions de passagers qui en font usage, il est le douzième aéroport aux États-Unis par le nombre de passagers.
Première passerelle aérienne entre les États-Unis et l'Amérique latine, il est — avec l'aéroport international Hartsfield-Jackson d'Atlanta — l'une des plus grandes passerelles aériennes pour l'Amérique du Sud, en raison de sa situation stratégique qui lui permet la connexion du trafic aérien entre l'Amérique du Nord, l'Amérique latine et l'Europe. Il est l'aéroport principal de la Floride pour les vols long-courrier et vols internationaux, l'aéroport international d'Orlando se situant devant pour le nombre total de passagers, bien que nombre de vols intérieurs et transporteurs à faibles coûts utilisent également l'aéroport international de Fort Lauderdale-Hollywood et l'aéroport international de Palm Beach, qui chargent des frais réduits de manière significative aux compagnies aériennes.
Dans le passé une plaque tournante pour Air Florida, Braniff International, Eastern Air Lines ainsi que la Pan Am, l'aéroport international de Miami est une plate-forme de correspondance pour American Airlines, Envoy Air, Gulfstream International, UPS et FedEx, ainsi que des vols charter de Miami Air International.

## Histoire

Carte de l'aéroport.

L'ouverture de l'aéroport a lieu en 1928. À cette époque, il sert à la Pan Am comme base d'opérations.
En 1934, Eastern Air Lines commence ses vols, compagnie suivie de National Airlines en 1937. De 1949 à 1959, la Air Force Reserve Command opère à partir de l'aéroport et sera plus tard relocalisée. À la faillite de la Pan Am et d'Eastern Air Lines en 1991, qui sont jusque-là les principales compagnies aériennes à Miami, United Airlines et American Airlines récupèrent leurs plates-formes de correspondance. United Airlines se retirera finalement dans les années 1990 pour laisser ses routes aériennes vers l'Amérique latine à American Airlines.

## Situation

### Carte des 30 principaux aéroports américains
| \| 500 km1:17 479 000 \| Atlanta Los Angeles Chicago · O'Hare Chicago · Midway Dallas · Fort Worth New York · JFK Newark · Liberty New York-LaGuardia Denver San Francisco Charlotte Las Vegas Phoenix Miami Houston Seattle Orlando Minneapolis · Saint-Paul Boston Détroit Philadelphie Fort Lauderdale · Hollywood Baltimore Washington · R. Reagan Washington · Dulles Salt Lake City San Diego Honolulu Tampa Portland |
| 500 km1:17 479 000 |

### Carte des aéroports de la Floride
| Daytona Beach Fort Lauderdale Fort Myers Gainesville Jacksonville Key West Orlando-Melbourne Miami Orlando Orlando-Sanford Panama City Pensacola Punta Gorda Sarasota-Bradenton St. Augustine St. Petersburg-Clearwater Tallahassee Tampa Valparaiso Palm Beach Naples Vero Beach |

## Statistiques
Le graphique qui aurait dû être présenté ici ne peut pas être affiché car il utilise l'ancienne extension Graph, désactivée pour des questions de sécurité. Des indications pour créer un nouveau graphique avec la nouvelle extension Chart sont disponibles ici.

Voir la requête brute et les sources sur Wikidata.

## Compagnies aériennes et destinations
| Compagnies                    | Destinations |
| ----------------------------- | --- |
| Aer Lingus                    | Dublin |
| Aerolíneas Argentinas         | Buenos Aires-Ezeiza |
| Aeroméxico                    | Mexico-B. Juárez |
| Air Canada Rouge              | Montréal (P.-E.-Trudeau), Toronto (Pearson), Vancouver |
| Air Europa                    | Madrid-Barajas |
| Air France                    | Guadeloupe - Maryse Condé, Paris-Charles de Gaulle |
| Alaska Airlines               | Seattle-Tacoma En saison : Portland |
| American Airlines             | - Aruba-Reine-Beatrix - Atlanta H.-Jackson - Austin-Bergstrom - Baltimore-T. Marshall - Bridgetown-Grantley-Adams - Barcelone-El Prat - Brno-Tuřany - Belize City-P. S. W. Goldson - Bogota-El Dorado - Bonaire-Flamingo - Boston Logan - Buenos Aires-Ezeiza - Cali-Alfonso-Bonilla-Aragón - Camagüey-I. Agramonte - Cancún - Carthagène-R. Núñez - Charlotte Amalie - Cyril E. King - Charlotte-Douglas - Chicago-O'Hare - Christiansted - H. E. Rohlsen - Cleveland-Hopkins - Comayagua - Cozumel - Curaçao - Dallas-Fort Worth - Denver - Détroit - Georgetown-Cheddi Jagan - Grand Cayman-O. Roberts - Guatemala-La Aurora - Guayaquil-J. J.-Olmedo - Hamilton-L.F. Wade - Hartford-Bradley - Holguín-F. País - Houston-George Bush - Indianapolis - Jacksonville - Kansas City - Kingston-N. Manley - La Havane-José Martí - Lambert-Saint Louis - La Nouvelle-Orléans-L. Armstrong - Las Vegas-Harry-Reid - Liberia-D.-Oduber - Lima-J. Chávez - Londres-Heathrow - Los Angeles - Madrid-Barajas - Managua - Medellín-J. M. Córdova - Memphis - Mérida C. Rejón - Mexico-B. Juárez - Minneapolis-Saint-Paul - Montego Bay-Donald Sangster - Montréal (P.-E.-Trudeau) - Nashville - Nassau L. Pindling - Newark-Liberty - New York-John F. Kennedy - New York-LaGuardia - Norfolk - Orlando - Panama-Tocumen - Pereira Matecaña - Philadelphie - Phoenix-Sky Harbor - Port-au-Prince T. Louverture - Port-d'Espagne - Piarco - Portland - Providenciales - Puerto Plata - Gregorio Luperón - Punta Cana - Quito-M. Sucre - Raleigh-Durham - Richmond-Byrd Field - Rio de Janeiro/Galeão - Roatán-J. M. Gálvez - Sacramento - Saint-Christophe-et-Niévès - Saint-Georges - Maurice-Bishop - Saint John's-V. C. Bird - Sainte Lucie-Hewanorra - Saint-Martin - Princesse-Juliana - Saint-Vincent-Argyle - San Antonio - San Diego - San Francisco - San José-J. Santamaría - San Juan - Luis-Muñoz-Marín - San Pedro Sula-R. V. Morales - San Salvador-M. O. A. Romero y Galdámez - Santa Ana-J. Wayne - Santa Clara-A. Santamaría - Santiago - Cibao - Santiago de Cuba-A. Maceo - Santiago du Chili-A.-M.-Benítez - Saint-Domingue Las Américas - São Paulo/Guarulhos - Seattle-Tacoma - Tampa - Toronto (Pearson) - Tulum - Varadero-J.-G.-Gómez - Washington-Reagan En saison : - Asheville - Charleston - Cincinnati-Northern Kentucky - La Romana-Casa de Campo - Louisville-Standiford Field - Milwaukee-General Mitchell - Montevideo Carrasco - Omaha-Eppley - Paris-Charles de Gaulle - Salt Lake City - Vail (comté d'Eagle) |
| American Eagle                | - Anguilla-Clayton J. Lloyd - Asheville - Atlanta H.-Jackson - Austin-Bergstrom - Birmingham-Shuttlesworth - Charleston - Chattanooga (en) - Cincinnati-Northern Kentucky - Dominique - Douglas-Charles - Grand Bahama-Freeport - Gainesville - George Town-Exuma - Governor's Harbour (en) - Greensboro (en) - Greenville-Spartanburg - Guadeloupe - Maryse Condé - Houston-George Bush - Indianapolis - Jacksonville - John Glenn Columbus - Key West - Knoxville-McGhee Tyson (en) - La Nouvelle-Orléans-L. Armstrong - Louisville-Standiford Field - Marsh Harbour - Martinique A. Césaire - Memphis - Milwaukee-General Mitchell - Monterrey-M. Escobedo - Nashville - Nassau L. Pindling - Nord-ouest de l'Arkansas - North Eleuthera (en) - Ocho Rios - Oklahoma City (Will Rogers-World) - Pensacola - Pittsburgh - Raleigh-Durham - Rochester (État de New York) - Savannah - Tallahassee - Tulsa - Wilmington (en) En saison : - Albany - Baltimore-T. Marshall - Buffalo-Niagara - Cedar Rapids - Columbia Metropolitan - Des Moines - Grand Rapids-G. R. Ford - Kansas City - Lexington-Blue Grass (en) - Little Rock-Clinton - Madison (comté de Dane) - Norfolk - Portland (Maine) - Syracuse-Hancock - Tampa - Tortola - Terrance B. Lettsome (en) - Comté de Westchester - Wichita |
| Avianca                       | Barranquilla-E. Cortissoz, Bogota-El Dorado, Cali-Alfonso-Bonilla-Aragón, Carthagène-R. Núñez, Medellín-J. M. Córdova |
| Avianca El Salvador           | Managua, San Salvador-M. O. A. Romero y Galdámez |
| Bahamasair                    | Nassau L. Pindling, San Salvador (Bahamas) |
| Boliviana de Aviación         | Viru Viru |
| British Airways               | Londres-Heathrow |
| Canada Jetlines               | Toronto (Pearson) |
| Caribbean Airlines            | Port-d'Espagne - Piarco |
| Cayman Airways                | Caïman-Brac (en), Grand Cayman-O. Roberts |
| Condor                        | Francfort |
| Copa Airlines                 | Panama-Tocumen |
| Delta Air Lines               | - Atlanta H.-Jackson - Boston Logan - Détroit - La Havane-José Martí - Los Angeles - Minneapolis-Saint-Paul - New York-John F. Kennedy - New York-LaGuardia - Orlando - Raleigh-Durham - Salt Lake City - Seattle-Tacoma - Washington-Reagan |
| Delta Connection              | En saison : Raleigh-Durham |
| El Al                         | Tel Aviv - Ben Gourion |
| Emirates                      | Bogota-El Dorado, Dubaï |
| Finnair                       | En saison: Helsinki-Vantaa |
| French Bee                    | Paris-Orly |
| Frontier Airlines             | - Atlanta H.-Jackson - Baltimore-T. Marshall - Cancún - Charlotte-Douglas - Chicago-Midway - Cincinnati-Northern Kentucky - Dallas-Fort Worth - Denver - Guatemala-La Aurora - Philadelphie - Raleigh-Durham - San Juan - Luis-Muñoz-Marín En saison : Cleveland-Hopkins, Punta Cana |
| Gol Transportes Aéreos        | Brasília, Fortaleza En saison : Manaus |
| Iberia                        | Madrid-Barajas |
| ITA Airways                   | Rome Léonard-de-Vinci/Fiumicino |
| JetBlue                       | Boston Logan, New York-John F. Kennedy En saison : Hartford-Bradley |
| KLM                           | En saison : Amsterdam |
| LATAM Brasil                  | Fortaleza, São Paulo/Guarulhos |
| LATAM Chile                   | Punta Cana, Santiago du Chili-A.-M.-Benítez |
| LATAM Colombia                | Bogota-El Dorado |
| LATAM Ecuador                 | Quito-M. Sucre |
| LATAM Perú                    | Lima-J. Chávez |
| LOT Polish Airlines           | Varsovie-Chopin |
| Lufthansa                     | Francfort En saison : Munich-F. J. Strauß |
| Norse Atlantic Airways        | Londres-Gatwick, Oslo-Gardermoen En saison : Berlin-Brandebourg |
| Porter Airlines               | En saison : Toronto (Pearson) |
| Qatar Airways                 | Doha-Hamad |
| Royal Air Maroc               | Casablanca-Mohammed-V |
| Scandinavian Airlines         | En saison : Copenhague-Kastrup, Stockholm-Arlanda |
| Sky Airline Peru              | Lima-J. Chávez |
| Southwest Airlines            | - Atlanta H.-Jackson - Austin-Bergstrom - Baltimore-T. Marshall - Chicago-Midway - Dallas-Love Field - Denver - Houston-W. P. Hobby - Lambert-Saint Louis - La Nouvelle-Orléans-L. Armstrong - Nashville |
| Spirit Airlines               | - Baltimore-T. Marshall - Charlotte-Douglas - Chicago-O'Hare - Dallas-Fort Worth - Houston-George Bush - La Nouvelle-Orléans-L. Armstrong - Las Vegas-Harry-Reid - Minneapolis-Saint-Paul - Nashville - Newark-Liberty - New York-LaGuardia - Philadelphie - Pittsburgh - San Juan - Luis-Muñoz-Marín |
| Sun Country Airlines          | En saison : Minneapolis-Saint-Paul |
| Surinam Airways               | Georgetown-Cheddi Jagan, Paramaribo-J. A. Pengel En saison : Aruba-Reine-Beatrix, Curaçao |
| Swiss International Air Lines | Zurich |
| TAP Air Portugal              | Lisbonne-H. Delgado |
| Turkish Airlines              | Istanbul |
| United Airlines               | - Chicago-O'Hare - Denver - Houston-George Bush - San Francisco - Washington-Dulles |
| Virgin Atlantic               | Londres-Heathrow |
| Viva Aerobus                  | Mérida C. Rejón, Monterrey-M. Escobedo |
| Volaris                       | Guadalajara-M. Hidalgo y Costilla, Mexico-B. Juárez |
| Volaris El Salvador           | San Pedro Sula-R. V. Morales, San Salvador-M. O. A. Romero y Galdámez |

Édité le 20/03/2021  Actualisé le 17/06/2024

## Projets
Le MIA devrait traiter 77 millions de passagers et 4 millions de tonnes de fret par an d'ici 2040. Pour répondre à une telle demande, le Miami-Dade Board of County Commissioners a approuvé un plan d'amélioration de 5 milliards de dollars sur 15 ans et se terminant en 2035.
Le plan complet comprend l'optimisation des halls, la construction de deux hôtels de luxe sur place et l'expansion de la capacité de fret de l'aéroport.

## Tournages
L'enceinte de l'aéroport a servi a de nombreux tournages de films notamment avec :
- la série télévisée Deux flics à Miami dans les années 1980 ;
- Bad Boys en 1995 ;
- Donnie Brasco en 1997 ;
- Arrête-moi si tu peux en 2002 ;
- Big Trouble en 2002
- Miami Vice : Deux flics à Miami en 2006 ;
- Casino Royale en 2006.

## Galerie

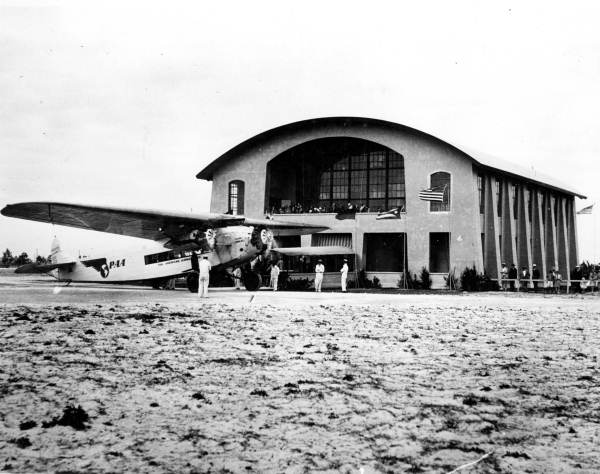
Le premier terminal de la Pan Am était composé d'un simple hangar et se destinait à des vols en direction de Cuba (photographie des années 1930).
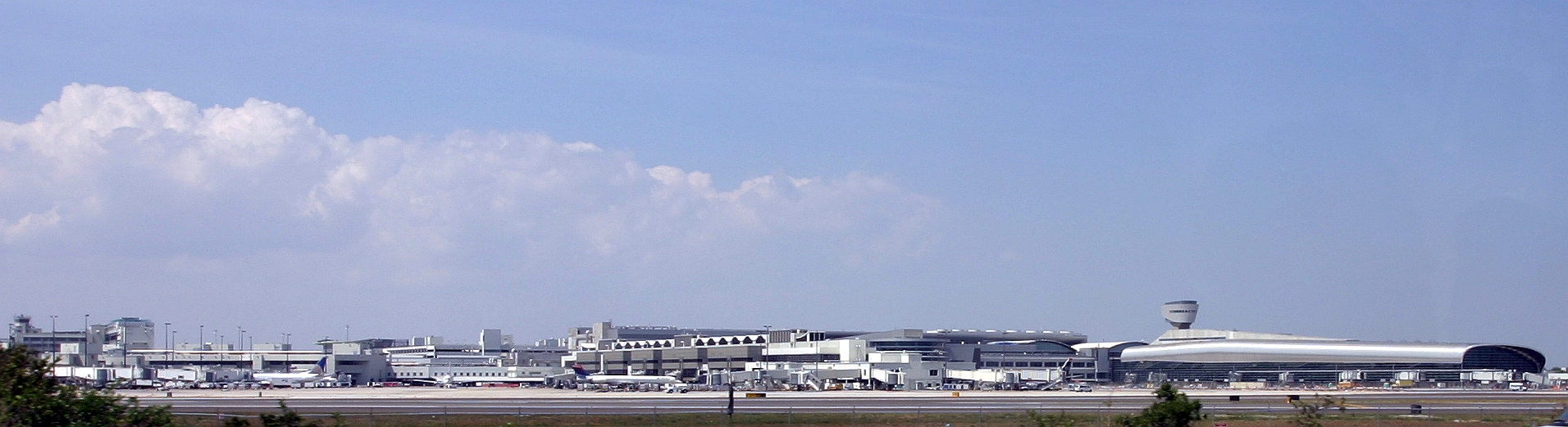
Aéroport de Miami.
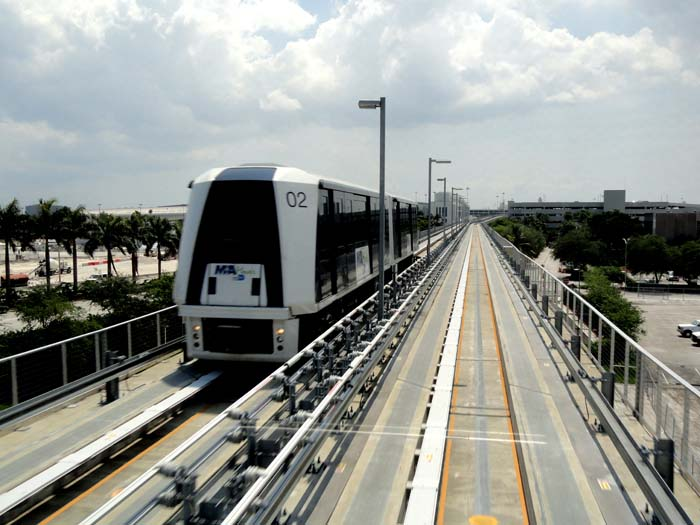
Le MIA Mover reliant l'aéroport à la gare centrale de Miami.
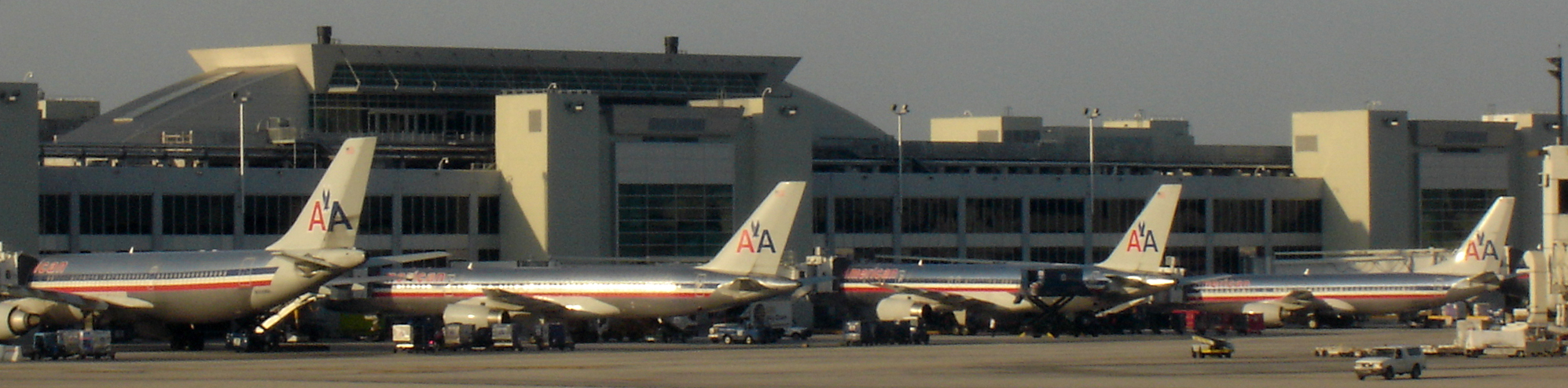
Avions d'American Airlines à MIA.
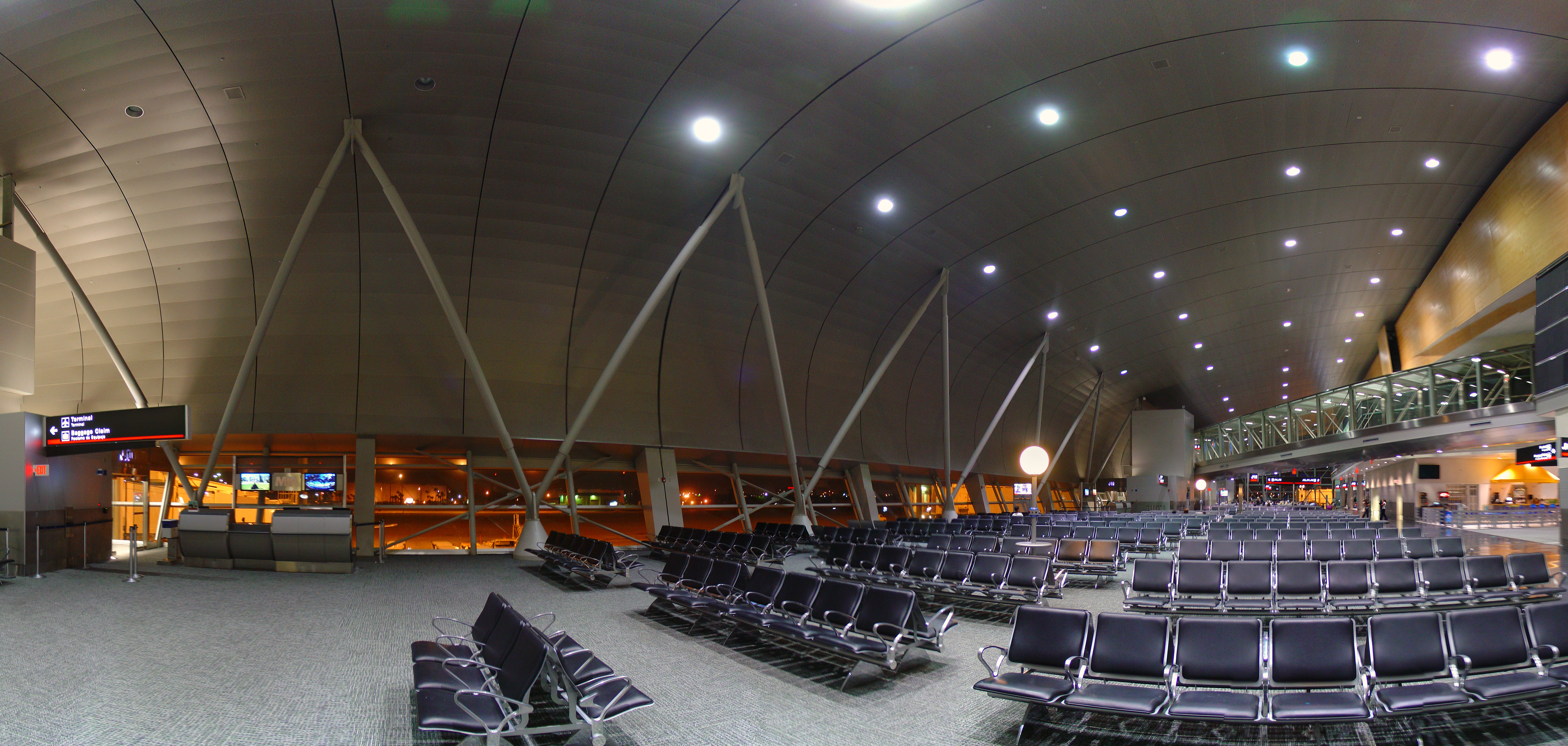
Terminal.